# 正籬聡
正籬 聡（まさがき さとる、1960年 - ）は、日本のジャーナリスト。日本放送協会副会長、放送総局長在任中、NHK BS番組配信の予算化問題に関与し、退任後の放送コンテンツ海外展開促進機構専務理事への再就職が白紙となった。
熱血な性格からNHK内では青年将校と綽名される。

## 略歴
宮城県仙台市出身。宮城県仙台第一高等学校を経て1983年に早稲田大学政治経済学部を卒業後、日本放送協会に記者として入局した。報道局政治部長、報道局編集主幹、NHK大阪放送局長、NHK報道局長、NHK広報局長、NHK理事などを歴任。
2020年2月12日、NHK副会長に就任。就任した際には専務理事などを経験しておらず、10人いる理事の末席からの抜擢となった。
2021年11月25日、同日行われたアジア太平洋放送連合の総会において、同連合の新会長に選出され、就任した。任期は2024年末までの予定。 
2023年2月14日、副会長退任。在職中のNHK BS番組配信の予算化問題に関与し、放送コンテンツ海外展開促進機構専務理事内定取消し。

## 人物
- 大阪放送局長在任中は、坂本忠宣が大阪放送局長だった2014年4月に放送された大阪放送局のローカル番組「かんさい熱視線」と、5月14日に全国放送された「クローズアップ現代」の『追跡"出家詐欺"〜狙われる宗教法人〜』のやらせ疑惑問題の処理に追われた。
- 大阪放送局長時代、2015年10月1日の定例会見で、NMB48の山本彩（AKB48兼任）を「さや姉」と連呼し、山本のボーカルを絶賛して在阪メディアを驚かせた[16]。
- NHKは副業を原則禁止しているが、正籬の息子であるNHK局員が小説を書き出版していると指摘された[17]。
- NHK BS番組配信に向けた関連設備の購入案の予算化を、インターネット活用業務実施基準の変更に係る総務大臣の認可に関する議論を行わないままに副会長在職中に稟議書の承認を行っていたことが明らかになり、放送コンテンツ海外展開促進機構専務理事への再就職案が白紙となった[15][18]。